# Toei Kyoto Studio Park
Le Toei Kyoto Studio Park (東映太秦映画村, Tōei Uzumasa Eigamura) est un parc d'attractions sur le thème de la période Edo, au milieu de décors de cinéma de films d'époque des studios Toei, ouvert en 1975 à Kyoto,.

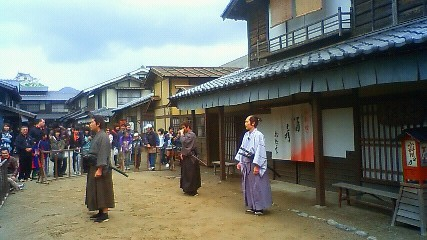
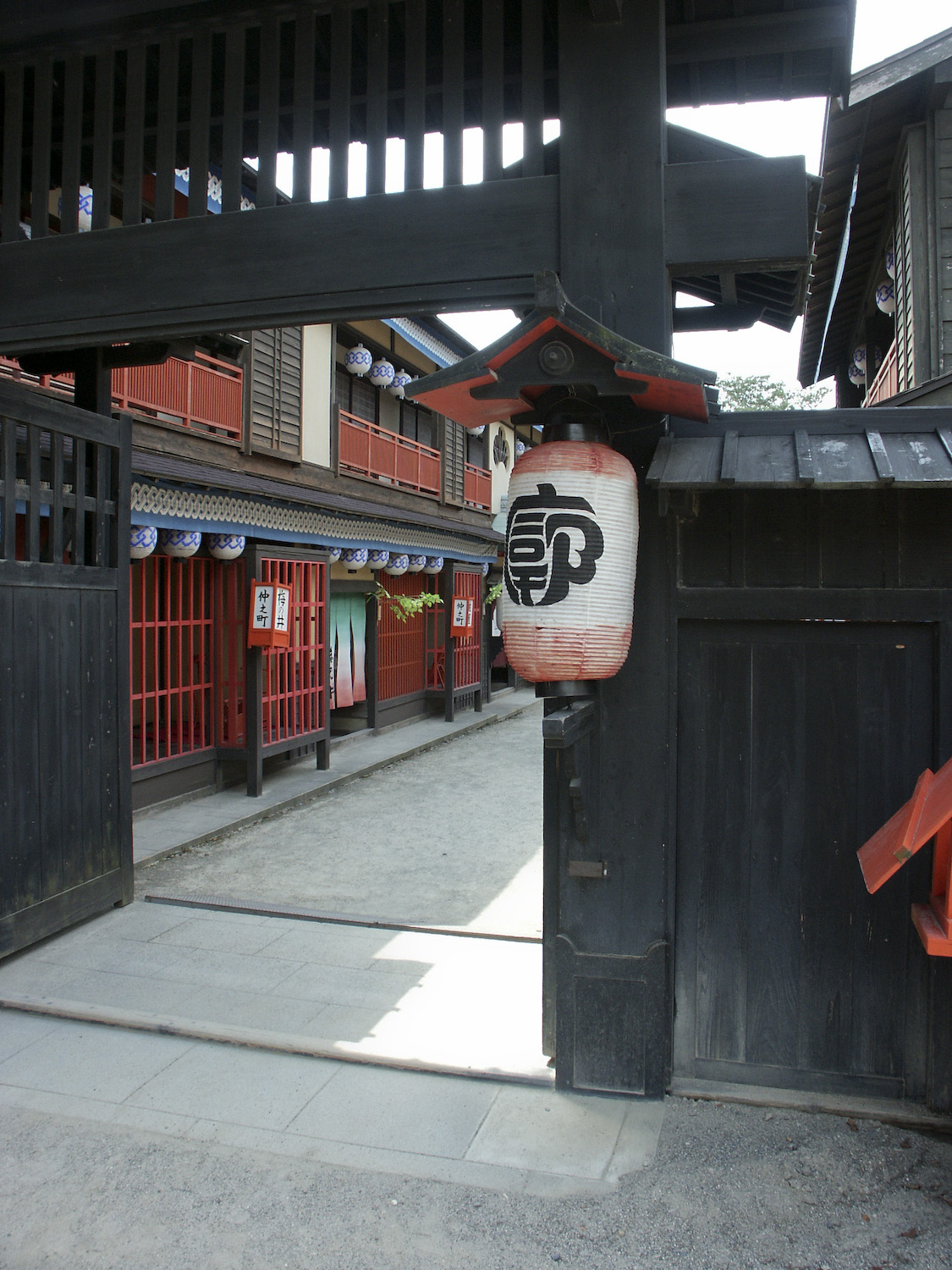
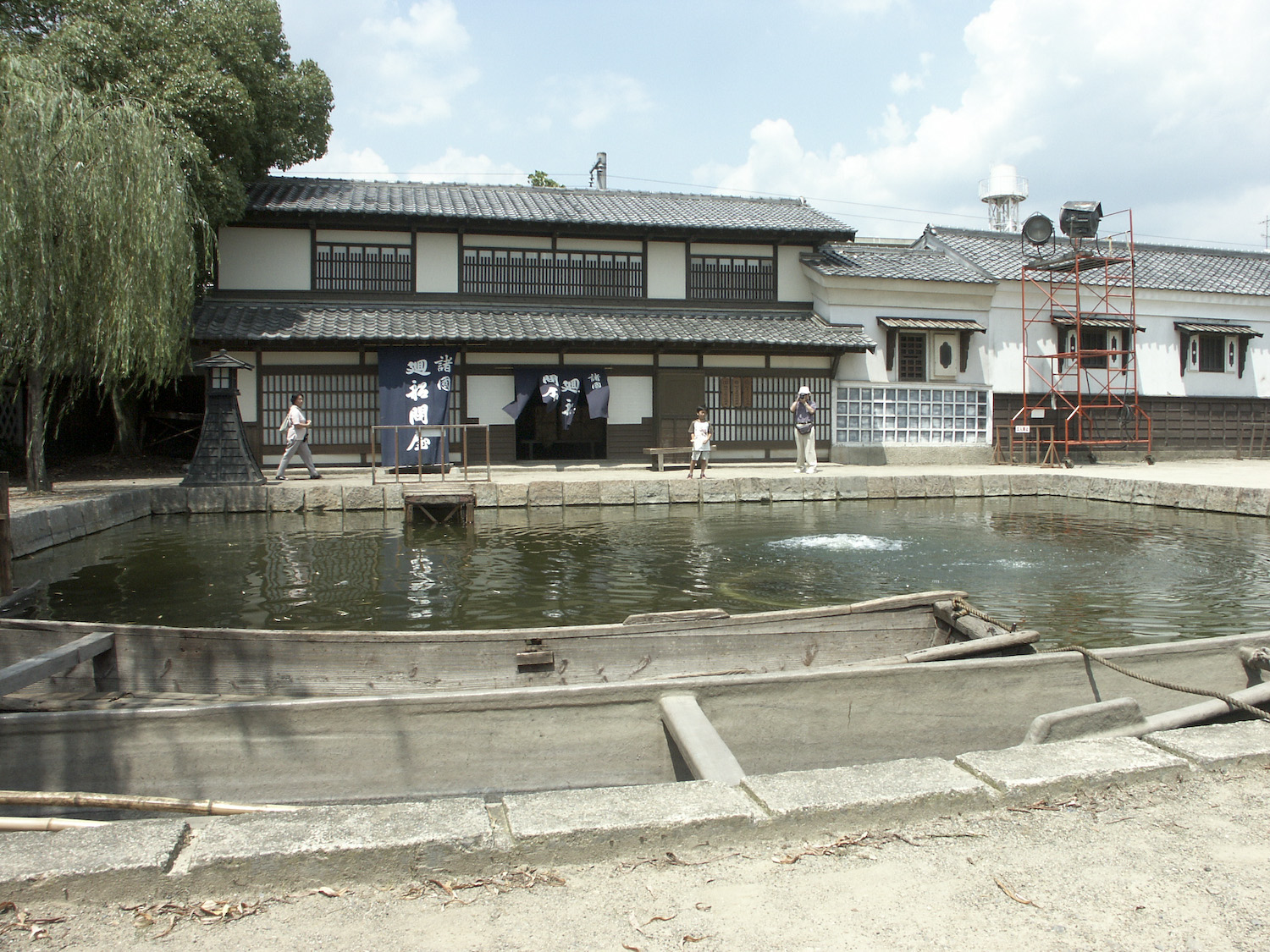
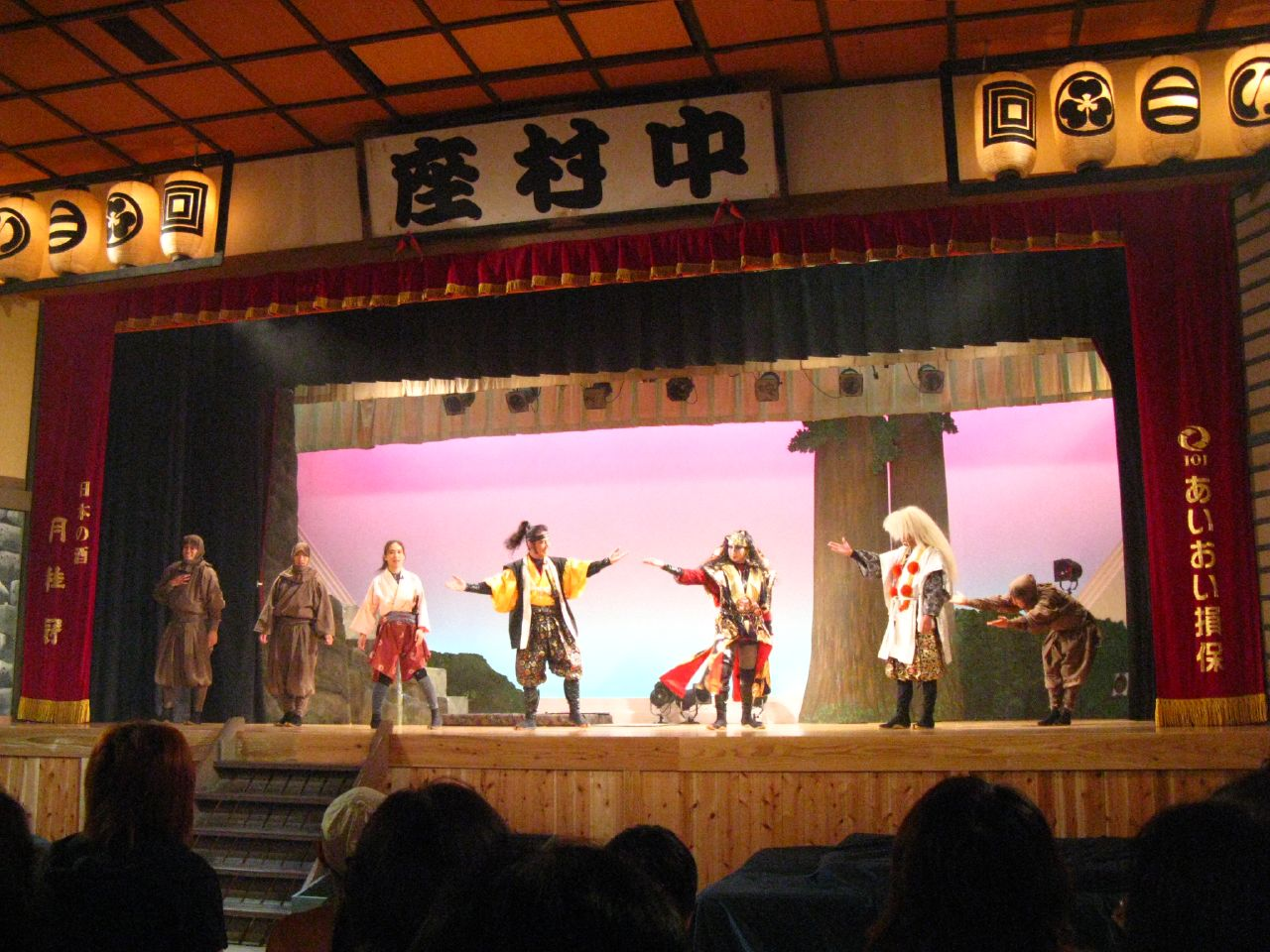
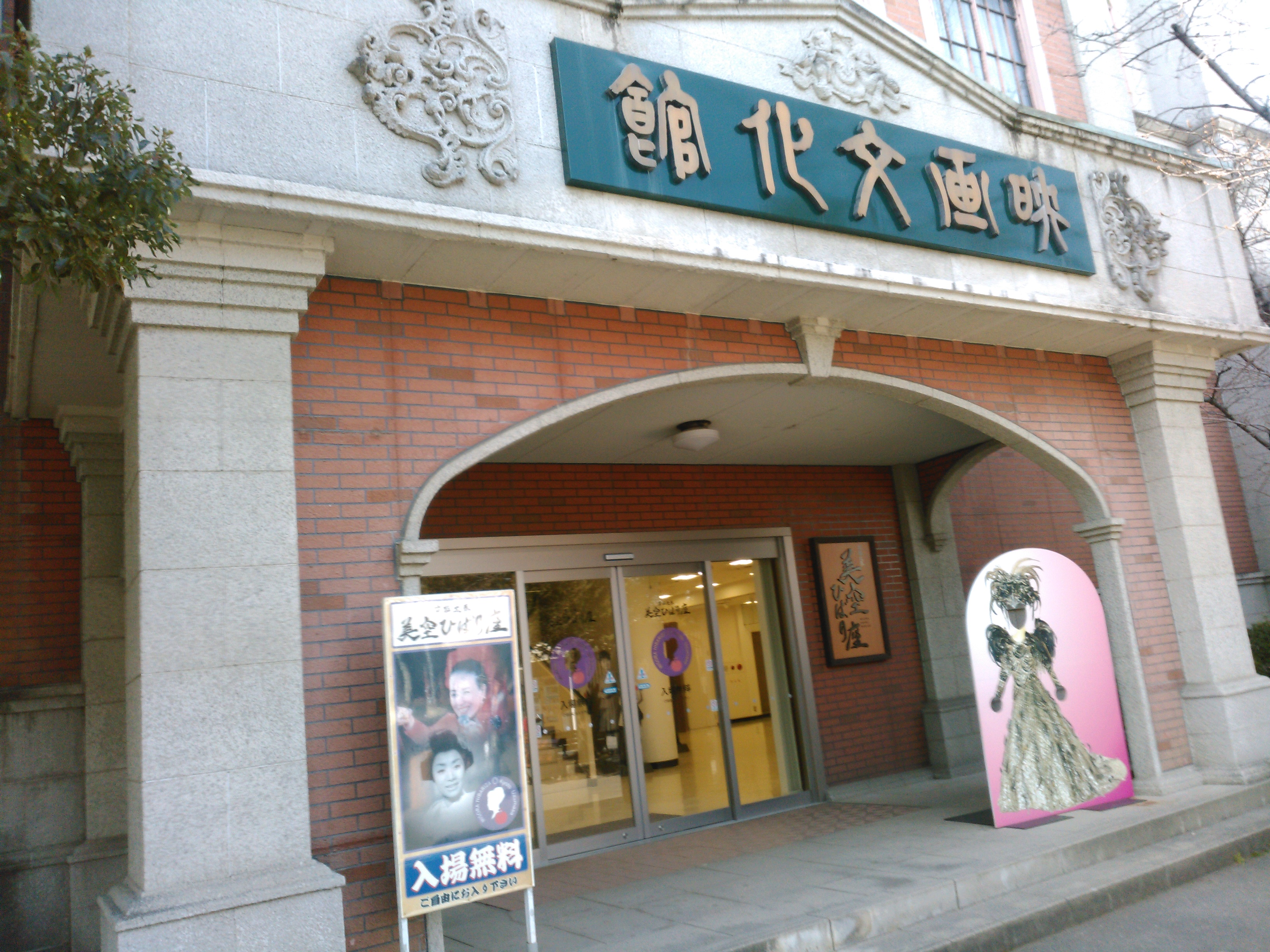
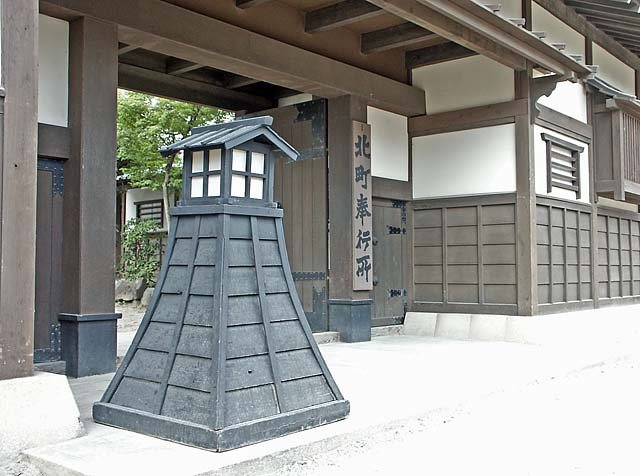
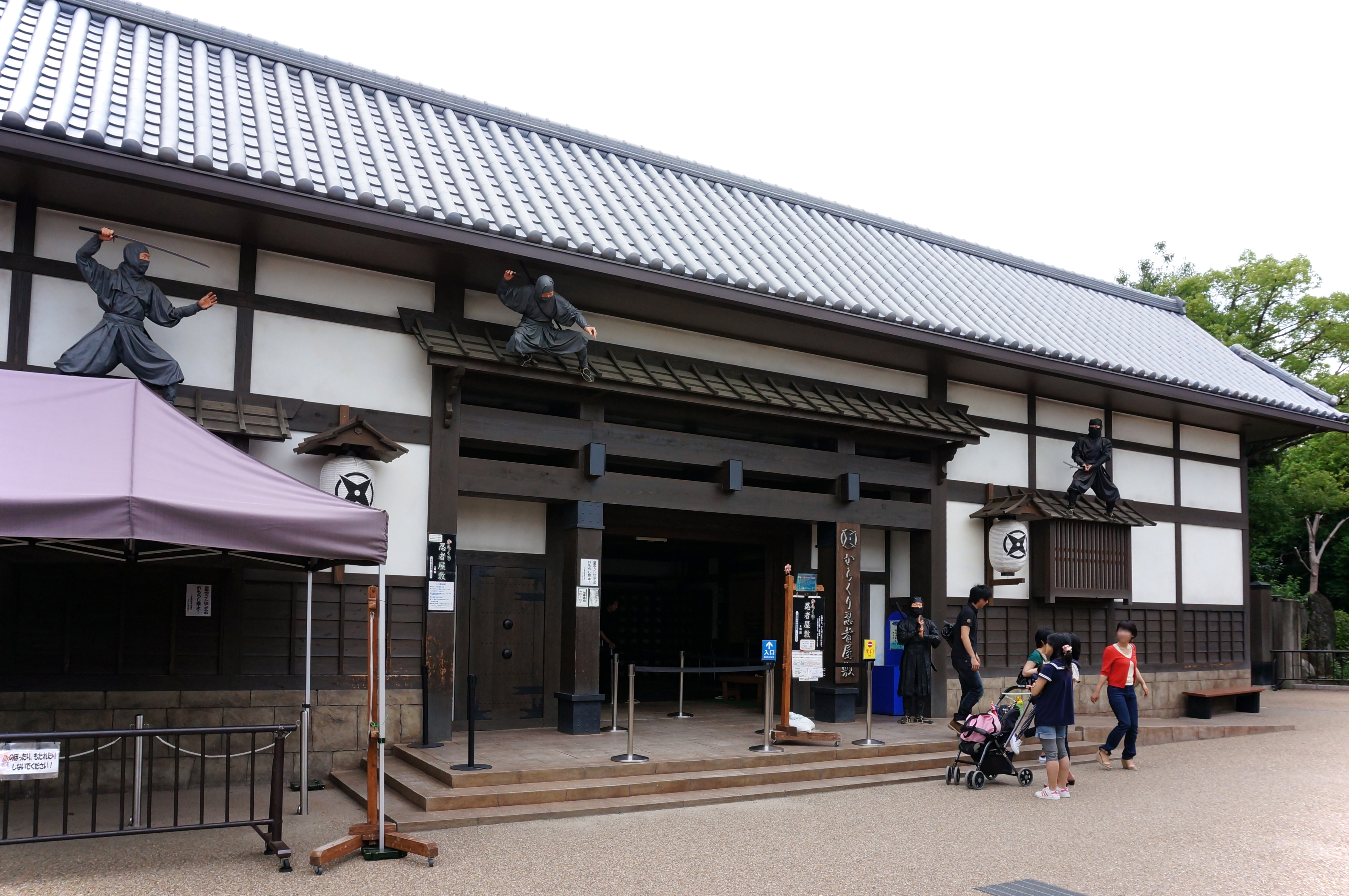
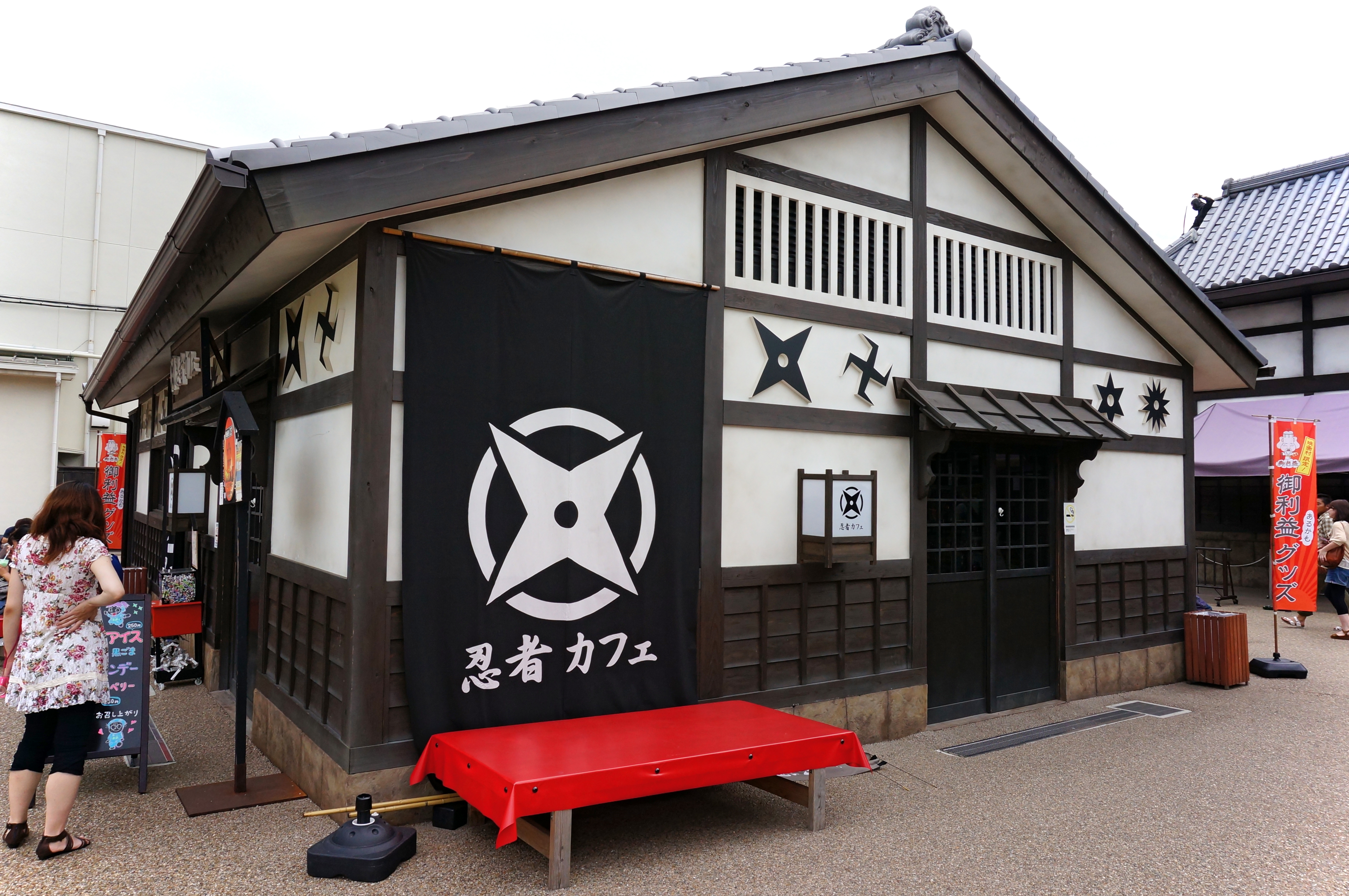
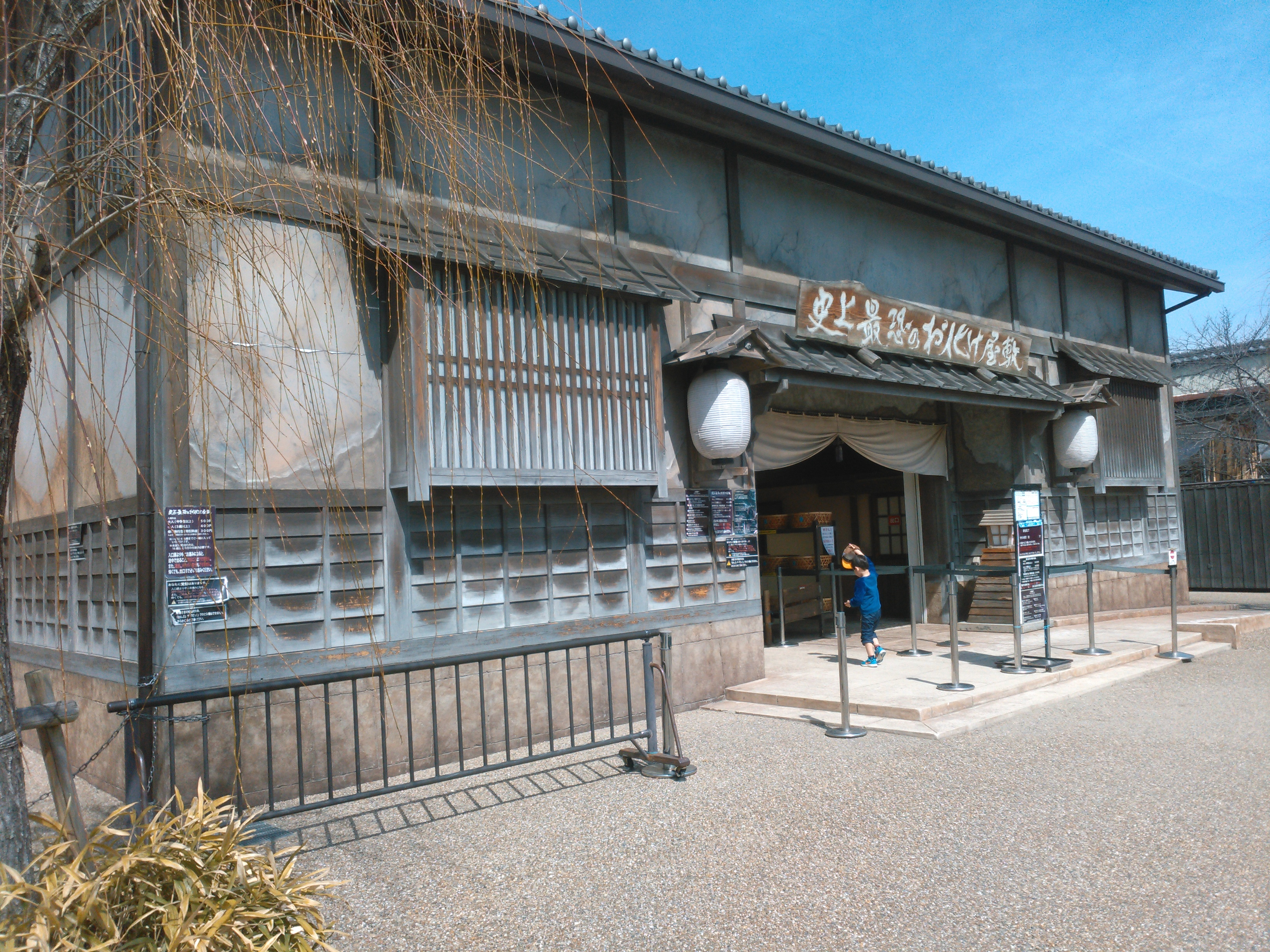